# Valdegrudas
Valdegrudas è un comune spagnolo di 66 abitanti situato nella comunità autonoma di Castiglia-La Mancia.